# ラッツ
ラッツ（ラトビア語：lats、複数形：lati）は、ラトビアの通貨単位。Lsと略される。国際通貨コードは、LVL。補助通貨単位はサンティームス（santīms、複数形：santīmi、santīmu）で、1ラッツは100サンティームス。
2014年1月1日よりラトビアでもEU統一通貨のユーロを導入することになり、ラッツは2013年12月31日限りで通貨としての役割を終えた。

## 為替
1ラッツ=222.58円（2008年1月21日現在）。
1ユーロ＝0.702804ラッツ。

## 歴史
ラッツは1922年にラトビア・ルーブルに替わって採用された（1ラッツ＝50ルーブル）。語源はラトビア（Latvija）の頭3文字から。1940年以後ラトビアはソ連の一部となったため、ラッツにかわりルーブルが使用されることとなった。そして独立後の1993年から再びラッツが通貨として使用されるようになった。

### 1922年 - 1940年

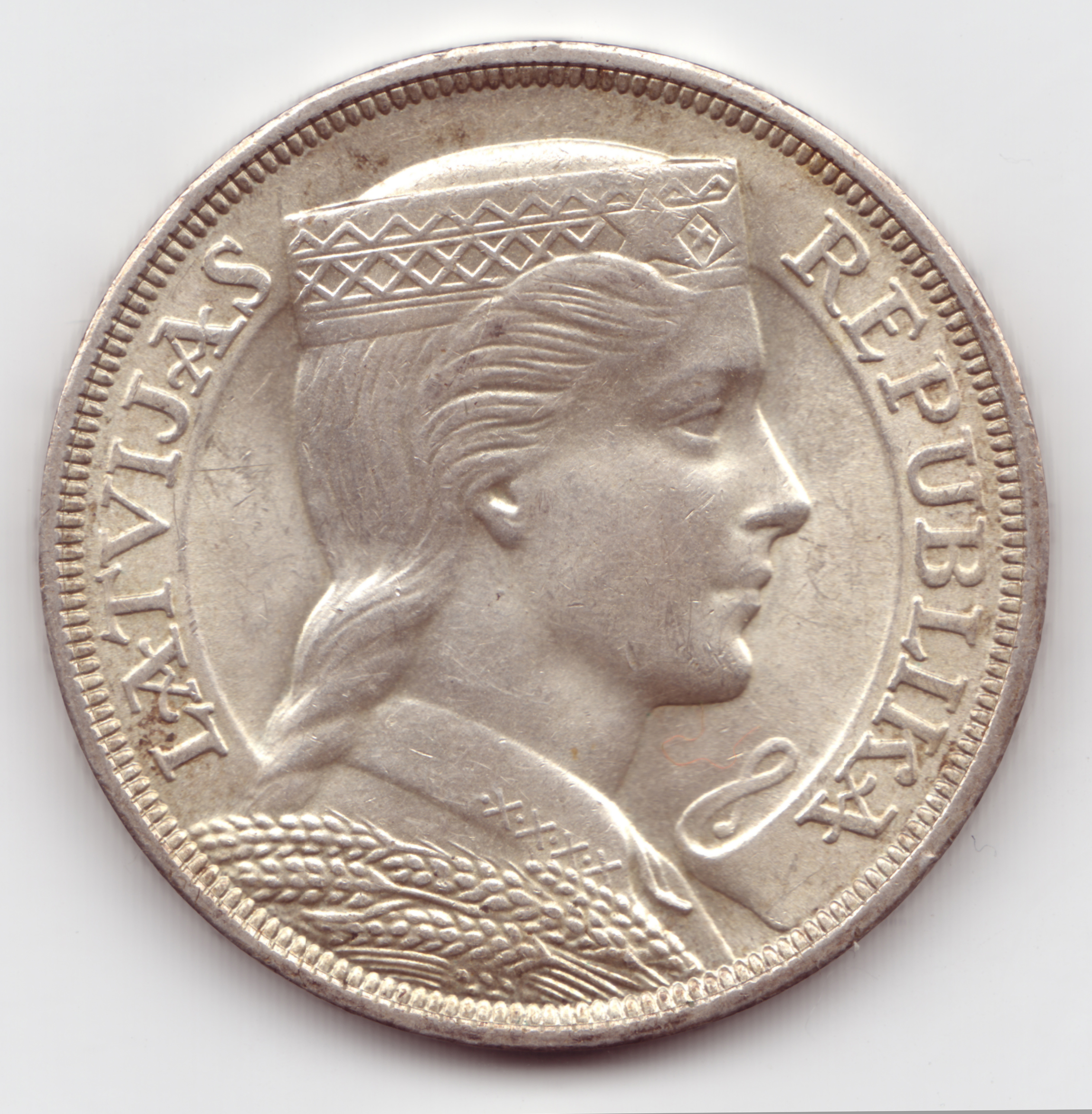
第2次世界大戦以前の5ラッツ硬貨。ソ連時代には独立のシンボルとされた。

#### 硬貨
1サンティムス硬貨、2サンティムス硬貨、5サンティムス硬貨、10サンティムス硬貨、20サンティムス硬貨、50サンティムス硬貨、1ラッツ硬貨、2ラッツ硬貨、5ラッツ硬貨の9種類が発行された。なお1ラッツ、2ラッツ、5ラッツは銀貨であった。

#### 紙幣
1922年、20ラッツ紙幣、25ラッツ紙幣、50ラッツ紙幣、100ラッツ紙幣、500ラッツ紙幣の5種類の紙幣が発行され、その後1925年、5ラッツ、10ラッツ、20ラッツ紙幣も発行されるようになった。

### 1993年以降

#### 硬貨
硬貨は1サンティームス硬貨、2サンティームス硬貨、5サンティームス硬貨、10サンティームス硬貨、20サンティームス硬貨、50サンティームス硬貨、1ラッツ硬貨、2ラッツ硬貨の8種類が発行されていた。

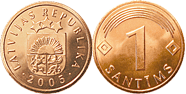
1サンティームス
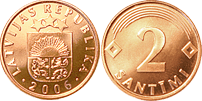
2サンティームス
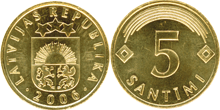
5サンティームス
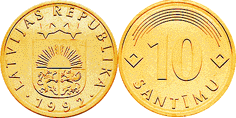
10サンティームス
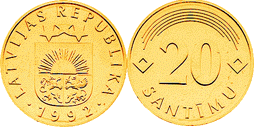
20サンティームス
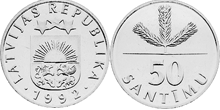
50サンティームス
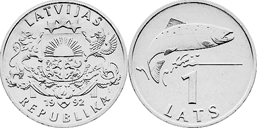
1ラッツ
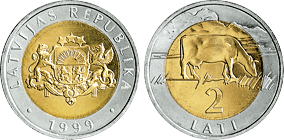
2ラッツ

#### 紙幣
紙幣は5ラッツ紙幣、10ラッツ紙幣、20ラッツ紙幣、50ラッツ紙幣、100ラッツ紙幣、500ラッツ紙幣の6種類が発行されていた。なお100ラッツ紙幣、および500ラッツ紙幣は希少とされる。

## ユーロの導入
EU加盟に伴いラトビアでもユーロの導入が検討されてきた。2013年3月、ラトビア政府は2014年1月からのユーロ導入を欧州委員会に申請し、7月9日承認された。これにより、2014年1月1日よりラッツに代わりユーロが通貨として利用されることになった。